# Stathérien
 (janvier 2016).
Si vous disposez d'ouvrages ou d'articles de référence ou si vous connaissez des sites web de qualité traitant du thème abordé ici, merci de compléter l'article en donnant les références utiles à sa vérifiabilité et en les liant à la section « Notes et références ».
Cet article possède un paronyme, voir Stathérine.
Stratigraphie
Orosirien Calymmien
Mésoprotérozoïque
Paléogéographie et climat
Sur l'échelle des temps géologiques, le Stathérien est le plus récent système géologique de l'ère du Paléoprotérozoïque. Il s'étend de −1 800 à −1 600 Ma.

## Étymologie
En grec ancien, statheros signifie « stable » ou « solide » car cette période est connue par sa relative accalmie tectonique.

## Évènements majeurs
- Formation de grands plutons (massifs formés par la solidification de roches magmatiques) puis de plateformes continentales (ébauches de continents).
- Formation du supercontinent Columbia[2].